# بيئة التشغيل النصية

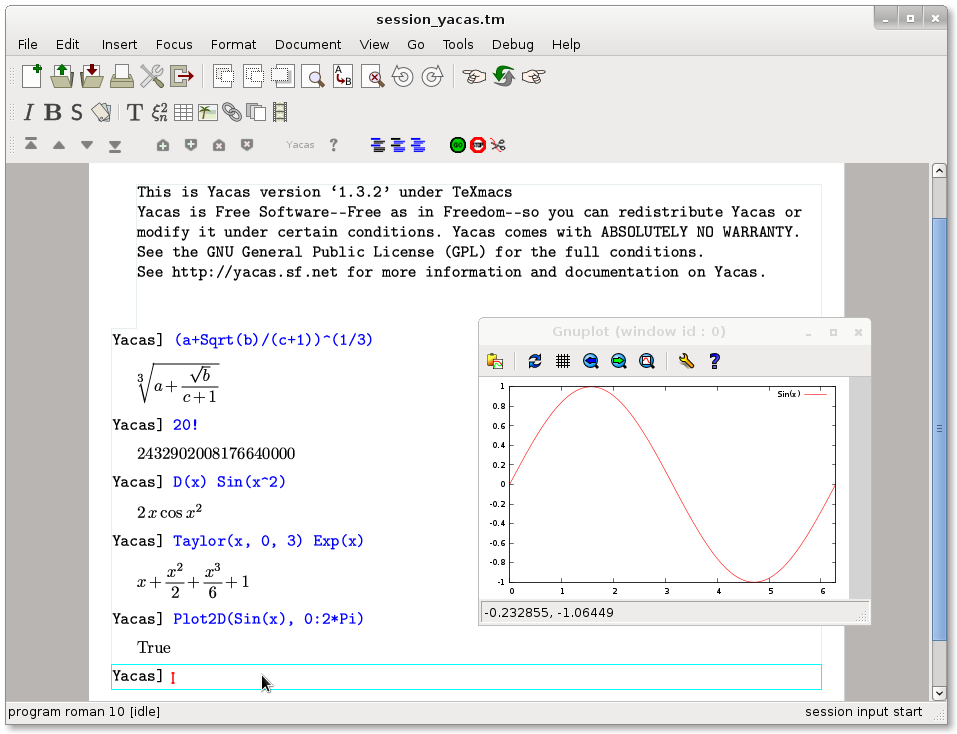

بيئة التشغيل النصية (text base environment) وهي واجهة تشغيل يتم من خلالها إدخال الأوامر والتعليمات إلى الحاسوب، مكتوبة في صورة نصية، ويتطلب ذلك الالتزام التام والكامل بقواعد كتابة وصياغة تلك الأوامر والتعليمات بشكل صحيح، كتشغيل البرامج والتعليمات بشكل صحيح، أو كتشغيل البرامج بكتابة اسمائها، وهي عكس واجهة التشغيل الرسومية(gui)، كما أن هذه البيئة تستخدم مع أغلفة يونيكس النصية وكذلك مع نظام التشغيل MS-DOS.